# Ogarnij to!
Ogarnij to! (ang. Just Roll with It, od 2019) – amerykański sitcom wytwórni Disney Channel Original Series stworzony przez Adama Smalla i Trevora Moore’a. W rolach głównych występują Ramon Reed, Kaylin Hayman, Suzi Barrett, Tobie Windham i JC Currais. Jego amerykańska premiera odbyła się 14 czerwca 2019 na kanale Disney Channel. Polska premiera serialu odbyła się 8 czerwca 2020 na antenie Disney Channel.

## Fabuła
Serial opisuje perypetie rodziny Bennett-Blattów, którzy mieszkają w Akron w stanie Ohio. Blair to zbuntowana dziewczyna, która uwielbia mieć swoje własne zdanie na każdy temat. Nastolatka stanowi przeciwieństwo swojej matki Rachel, byłej żołnierz, która obecnie jest kierownikiem stacji BEATZ 101. Cały serial łączy improwizacyjną komedię dla całej rodziny, a publiczność w studiu wybiera jedną spośród trzech wersji wydarzeń, co ma wpłynąć na dalsze losy Bennett-Blattów.

## Odcinki

### Seria 1 (2019-2020)
| Nr | Tytuł                                        | Reżyseria             | Scenariusz                              | Premiera             | Premiera w Polsce | Kod     |
| -- | -------------------------------------------- | --------------------- | --------------------------------------- | -------------------- | ----------------- | ------- |
| 1  | Career Day Catastrophe                       | James Widdoes         | Trevor Moore i Adam Small               | 14 czerwca 2019      | 8 czerwca 2020    | 101     |
| 2  | The Birthday War                             | Jon Rosenbaum         | Trevor Moore i Adam Small               | 19 czerwca 2019      | 9 czerwca 2020    | 102     |
| 3  | Blair Gets Grounded                          | Leonard R. Garner Jr. | Trevor Moore i Adam Small               | 26 czerwca 2019      | 10 czerwca 2020   | 104     |
| 4  | No Thank You for Your Service                | Robbie Countryman     | Desirée Proctor i Erica Harrell         | 3 lipca 2019         | 11 czerwca 2020   | 106     |
| 5  | Date Fright                                  | Wendy Faraone         | Brandon Cohen                           | 10 lipca 2019        | 12 czerwca 2020   | 103     |
| 6  | Karate Wars IV: Dawn of the Karate Wars      | Leonard R. Garner Jr. | Sam Miller                              | 17 lipca 2019        | 15 czerwca 2020   | 109     |
| 7  | The Elevator                                 | Trevor Kirschner      | Trevor Moore i Adam Small               | 24 lipca 2019        | 16 czerwca 2020   | 108     |
| 8  | Bringing Up Toilet                           | Wendy Faraone         | Jessica Kaminsky                        | 13 września 2019     | 17 czerwca 2020   | 115     |
| 9  | General Nuisance                             | Leonard R. Garner Jr. | Calise Hawkins                          | 20 września 2019     | 18 czerwca 2020   | 113     |
| 10 | And Gator Makes Five                         | Wendy Faraone         | Trevor Moore i Adam Small               | 27 września 2019     | 19 czerwca 2020   | 110     |
| 11 | You Decide LIVE!                             | Sandra Restrepo       | Trevor Moore i Adam Small               | 4 października 2019  | nieemitowany      | 122-123 |
| 12 | Root of All Fears                            | Wendy Faraone         | Phillip Walker                          | 11 października 2019 | 22 czerwca 2020   | 112     |
| 13 | The Tutor                                    | Robbie Countryman     | Lee House                               | 18 października 2019 | 23 czerwca 2020   | 111     |
| 14 | Snow Way Out                                 | Adam Small            | Jonathan De Weerd i Keerthi Harishankar | 25 października 2019 | 24 czerwca 2020   | 118     |
| 15 | Gator’s Reunion                              | Trevor Moore          | Trevor Moore & Adam Small               | 1 listopada 2019     | 25 czerwca 2020   | 117     |
| 16 | The Big Sneak                                | Wendy Faraone         | Jessica Kaminsky                        | 15 listopada 2019    | 29 czerwca 2020   | 105     |
| 17 | Family Squabbles                             | Wendy Faraone         | Trevor Moore i Adam Small               | 22 listopada 2019    | 26 czerwca 2020   | 114     |
| 18 | Owenfest                                     | Robbie Countryman     | Brandon Cohen                           | 29 listopada 2019    | 30 czerwca 2020   | 116     |
| 19 | Merry Christmas, Mr. Gooch                   | Trevor Moore          | Trevor Moore i Adam Small               | 6 grudnia 2019       | 25 grudnia 2020   | 120     |
| 20 | Owen and Blair in the Morning                | Trevor Kirschner      | Trevor Moore i Adam Small               | 23 lutego 2020       | 1 lipca 2020      | 107     |
| 21 | The People vs. Blair Bennett                 | Trevor Moore          | Trevor Moore i Adam Small               | 1 marca 2020         | 2 lipca 2020      | 119     |
| 22 | Byron & the Gator: The Far Side of the World | Kelly Park            | Trevor Moore i Adam Small               | 8 marca 2020         | 3 lipca 2020      | 121     |

### Seria 2 (2020-2021)
| Nr | Tytuł                                            | Reżyseria              | Scenariusz                      | Premiera             | Premiera w Polsce | Kod |
| -- | ------------------------------------------------ | ---------------------- | ------------------------------- | -------------------- | ----------------- | --- |
| 23 | Grandpa Moves In                                 | Leonard R. Garner Jr.  | Trevor Moore i Adam Small       | 15 marca 2020        | 4 stycznia 2021   | 201 |
| 24 | The Most Brilliant Blair in the World            | Leonard R. Garner Jr.  | Jessica Kaminsky                | 22 marca 2020        | 5 stycznia 2021   | 202 |
| 25 | The Great Coconuts Caper                         | Robbie Countryman      | Brandon Cohen                   | 29 marca 2020        | 6 stycznia 2021   | 204 |
| 26 | Grandpa Gets Grounded                            | Robbie Countryman      | Phillip Walker                  | 5 kwietnia 2020      | 7 stycznia 2021   | 205 |
| 27 | Grandma & Grandpa Sittin’ in a Tree              | Wendy Faraone          | Trevor Moore i Adam Small       | 19 kwietnia 2020     | 8 stycznia 2021   | 203 |
| 28 | Aliens Among Us                                  | Danielle Fishel        | Marisol Diaz                    | 16 października 2020 | nieemitowany      | 211 |
| 29 | Shayna Pennsylvania                              | Wendy Faraone          | Trevor Moore i Adam Small       | 23 października 2020 | 13 stycznia 2021  | 206 |
| 30 | The Preventers Directive                         | Wendy Faraone          | Trevor Moore i Adam Small       | 6 listopada 2020     | 11 stycznia 2021  | 208 |
| 31 | The Preventers Directive: Part Two: The End Part | Trevor Moore           | Trevor Moore i Adam Small       | 13 listopada 2020    | 12 stycznia 2021  | 209 |
| 32 | Owen’s Bromance                                  | Wendy Faraone          | Erica Eastrich                  | 20 listopada 2020    | 14 stycznia 2021  | 207 |
| 33 | Maybe Baby                                       | Adam Small             | Laura Moses                     | 27 listopada 2020    | 15 stycznia 2021  | 210 |
| 34 | The Most Wonderful Crime of the Year             | Trevor Moore           | Trevor Moore i Adam Small       | 11 grudnia 2020      | nieemitowany      | 218 |
| 35 | Just Reminisce with It!                          | Allison Scagliotti     | Jared Logan                     | 19 marca 2021        | nieemitowany      | 212 |
| 36 | Warlock World: War of the Warlocks               | Allison Scagliotti     | Desiree Proctor i Erica Harrell | 26 marca 2021        | nieemitowany      | 213 |
| 36 | A League of Their Own                            | Wendy Faraone          | Marina Quintero                 | 2 kwietnia 2021      | nieemitowany      | 214 |
| 38 | The Great Switchy Witchy                         | Wendy Faraone          | Marie Cheng                     | 9 kwietnia 2021      | nieemitowany      | 215 |
| 39 | In da Club                                       | Adam Small             | Jonathan De Weerd               | 16 kwietnia 2021     | nieemitowany      | 216 |
| 40 | The Blair Crush Project                          | Kim Wayans             | Jessica Kaminsky                | 23 kwietnia 2021     | nieemitowany      | 217 |
| 41 | Blair Bennett - Child Activist                   | Kelly Elizabeth Jensen | Brandon Cohen                   | 30 kwietnia 2021     | nieemitowany      | 219 |
| 42 | Lightning and Lockdown                           | Robbie Countryman      | Trevor Moore i Adam Small       | 7 maja 2021          | nieemitowany      | 220 |
| 43 | Before the Beginning                             | Robbie Countryman      | Trevor Moore i Adam Small       | 14 maja 2021         | nieemitowany      | 221 |